# Anderton Glacier
Anderton Glacier är en glaciär i Antarktis. Den ligger i Östantarktis. Nya Zeeland gör anspråk på området. Anderton Glacier ligger 759 meter över havet.
Terrängen runt Anderton Glacier är kuperad åt sydväst, men åt nordost är den bergig. Terrängen runt Anderton Glacier sluttar söderut. Trakten är obefolkad. Det finns inga samhällen i närheten. 